# 中華民國—格瑞那達關係
中華民國與格林纳达於1989—2005年有官方外交關係，斷交後，目前沒有在對方首都互設具大使館功能的代表機構。對格瑞那達的相關事務由中華民國駐聖文森國大使館兼轄。

## 政治

### 外交
1989年7月20日，中華民國與格瑞那達建立大使級外交關係。31日，於首都聖喬治設立中華民國駐格瑞那達大使館，並派駐大使（兼駐安地列斯群島的邦交國大使）。
格瑞那達則未設立大使館、派駐大使，而是在首都臺北設立駐華名譽領事。1991年3月，任命黃書瑋為名譽領事。
1996年3月，格瑞那達政府對中華人民共和國在台灣海峽試射飛彈，威脅中華民國即將於3月23日舉行的首次總統直接選舉一事，發表聲明極表關切。
2004年9月7日，格瑞那達遭遇艾文颶風侵襲，災情慘重，中華民國外交部提供人道援助，外交部長陳唐山率團前往賑災慰問。除提供20萬美元人道物資外，並將格瑞那達原用於「民生計畫」的150萬美元贈款改為免提計畫之賑災款，另同意提供800萬美元的災後重建款。
2004年12月22日，由於格瑞那達總理宓契爾前往北京與中華人民共和國商談建交事宜，中華民國外交部於是召回駐在大使。
2005年1月27日，格瑞那達與中華民國斷交。

#### 支持中華民國參與國際組織

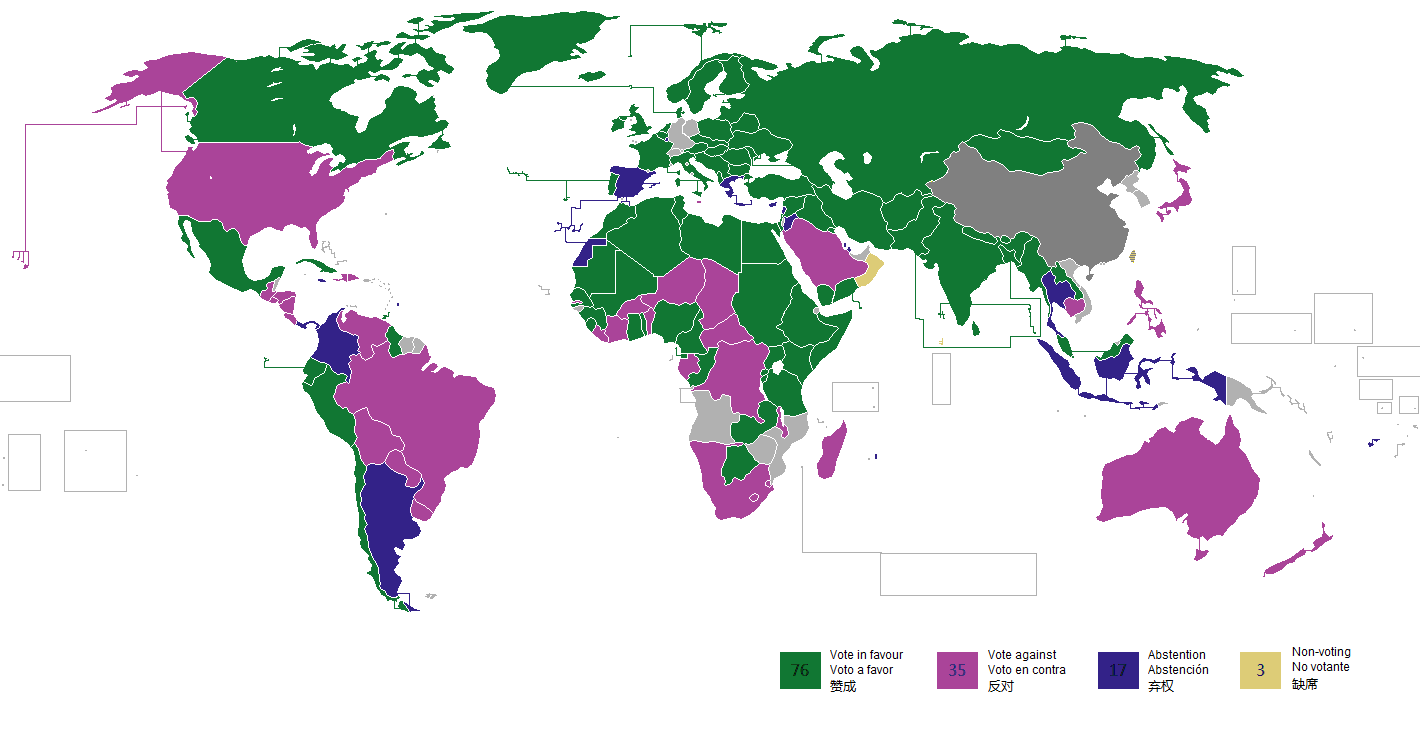
灰色國家表示非聯合國會員國，格瑞那達當時是英領西印度群島，因此不能對中華民國續留聯合國一案參與投票，即《聯合國大會2758號決議》。

兩國斷交前，格瑞那達曾多次支持中華民國參與國際組織。
1993年10月，格瑞那達在聯合國大會的總辯論中，為中華民國參與聯合國議題執言；1994、1995年7月，格瑞那達與中華民國的邦交國連署提案，要求聯合國大會設立研究委員會將「根據會籍普遍原則並按照分裂國家在聯合國已建立的平行代表權模式，審議在台灣的中華民國在國際體系中的特殊情況」案列入議程。年底，在聯合國大會的總辯論，以及聯合國成立50週年特別紀念會議中發言支持；1996年7月，格瑞那達與其他15個中華民國的邦交國提案，要求聯合國大會將「審議聯大第二七五八（XXVI）號決議所造成臺灣地區二千一百三十萬人無法參與聯合國相關活動之問題」案列入議程；1997年7月，格瑞那達與其他8個中華民國的邦交國提案，要求聯合國大會將「基於國際情勢之變遷以及中國分治之現實，有必要重新檢討聯大第二七五八（貳拾陸）號決議」案列入議程。年底，在大會的總辯論中發言支持；1998年7月，格瑞那達與其他14個中華民國的邦交國連署提案，要求聯合國大會將「基於國際情勢之變遷以及中國分治之事實，應重新檢討聯大第二七五八（貳拾陸）號決議」案列入議程。9月，在大會的總辯論中發言支持；1999年8月，格瑞那達與其他12個中華民國的邦交國連署提案，要求聯合國大會將「應審視中華民國在台灣所處之特殊國際處境，以確保其二千二百萬人民參與聯合國之基本權利獲得完全尊重」案列入議程。9月，在大會的總辯論中發言支持；2000年8月，格瑞那達與其他13個中華民國的邦交國提案，要求聯合國大會將「應審視中華民國在台灣所處之特殊國際處境，以確保其兩千三百萬人民參與聯合國之基本權利獲得完全尊重」案列入議程；2001年11月，在大會的總辯論中發言支持；2002年8月、2003年8月，格瑞那達與其他中華民國的邦交國提案，要求聯合國大會將「中華民國（台灣）在聯合國的代表權問題」案列入議程；2004年8月，格瑞那達與其他14個中華民國的邦交國提案，要求聯合國大會將「台灣二千三百萬人民在聯合國的代表權問題」案列入議程。
1997年5月，格瑞那達在世界衛生大會（WHA）發言支持中華民國以觀察員身分參與世界衛生大會；1999年4月，格瑞那達與其他3個中華民國的邦交國向世界衛生大會提案「邀請中華民國（台灣）以觀察員身分參與世界衛生大會」；2002年1月、5月，格瑞那達與其他中華民國的邦交國向世界衛生組織（WHO）執行委員會與大會提案「邀請台灣以觀察員身分參與世界衛生大會」。

### 人員互訪（1990年至今）

#### 格瑞那達
| 職稱       | 姓名                                                     | 日期                              | 備註                 |
| ---------- | -------------------------------------------------------- | --------------------------------- | -------------------- |
| 總督       | 史恭 威廉斯                                              | 1991年4月 2000年5月               | [ 32 ] [ 33 ]        |
| 總理       | 白拉斐 宓契爾                                            | 1990年10月 1998年10月、2000年10月 | [ 34 ] [ 35 ] [ 33 ] |
| 參議院議長 | 妮可絲（Margaret Neckles）                               | 1991年10月                        | [ 36 ]               |
| 眾議院議長 | 史壯恩（Curtis Strachan） 馬奎爾（George James McGuire） | 1999年4月 2003年10月              | [ 37 ] [ 38 ]        |

僅列舉部分名單：
外交法務暨地方事務部長佛萊契（Raphael Fletcher）、艾薩克（Mark Isaac）、林洛德、衛生暨環境部長莫黛絲、安團、研考部長懷特曼（Joslyn Whiteman）、工務部長包文（Gregory Bowen）、住宅部長馬坤（Brian McQueen）、財政暨經濟部長白理贊、觀光民航暨婦女事務部長浦素（Joan Milicent Purell）、懷特曼、賀德、農業土地糧食暨漁業部政務次長諾爾。

#### 中華民國
| 職稱   | 姓名 | 日期      | 備註   |
| ------ | ---- | --------- | ------ |
| 副總統 | 連戰 | 1998年5月 | [ 46 ] |

僅列舉部分名單：
外交部長錢復、章孝嚴、胡志強、陳唐山、政務委員楊世緘、總統府副秘書長蘇起、中央選舉委員會主任委員黃石城、原住民族委員會主任委員尤哈尼、農業委員會副主任委員林享能。

## 經濟

### 貿易
| 年分 | 貿易總額 | 貿易總額 | 貿易總額 | 出口至格瑞那達 | 出口至格瑞那達 | 出口至格瑞那達 | 自格瑞那達進口 | 自格瑞那達進口 | 自格瑞那達進口 | 順逆差 |
| 年分 | 金額     | 年增減   | 排名     | 金額           | 年增減         | 排名           | 金額           | 年增減         | 排名           | 順逆差 |
| ---- | -------- | -------- | -------- | -------------- | -------------- | -------------- | -------------- | -------------- | -------------- | ------ |
| 2017 | 288,986  | ▼15.7%   | 206      | 164,120        | ▼37.1%         | 202            | 124,866        | ▲53.1%         | 189            | 順差▼  |
| 2018 | 525,766  | ▲81.9%   | 204      | 269,303        | ▲64.1%         | 201            | 256,463        | ▲105.4%        | 174            | 順差▼  |
| 2019 | 166,231  | ▼68.4%   | 211      | 154,389        | ▼42.7%         | 202            | 11,842         | ▼95.4%         | 215            | 順差▲  |
| 2020 | 219,473  | ▲32.0%   | 209      | 165,633        | ▲7.3%          | 202            | 53,840         | ▲354.7%        | 190            | 順差▼  |
| 2021 | 209,026  | ▼4.8%    | 209      | 193,862        | ▲17.0%         | 201            | 15,164         | ▼71.8%         | 201            | 順差▲  |
| 2022 | 385,100  | ▲84.2%   | 203      | 333,232        | ▲71.9%         | 193            | 51,868         | ▲242.0%        | 194            | 順差▲  |
| 2023 | 650,722  | ▲69.0%   | 196      | 488,318        | ▲46.5%         | 185            | 162,404        | ▲213.1%        | 174            | 順差▲  |
| 2024 | 394,811  | ▼39.3%   | 202      | 363,615        | ▼25.5%         | 193            | 31,196         | ▼80.8%         | 194            | 順差▲  |

2023年的兩國貿易項目如下：
出口至格瑞那達的前10大項目為：新橡膠氣胎；空氣泵或真空泵、空氣或其他氣體压缩机與风扇；經護面、鍍面或塗面之铁或非合金鋼扁軋製品；機動車輛所用之零件與附件；鋼鐵製螺釘、螺栓、螺帽、螺旋鈎、車用螺釘、鉚釘、橫梢、開口梢、墊圈與類似製品；經編織物；其他鋼鐵製品；原子筆、標記筆、鋼筆、寫蠟紙針尖筆或複寫用針尖筆、活動鉛筆或繪圖鉛筆、筆桿；特殊物品，含出口未超過5萬新臺幣之小額報單與其他零星物品；变压器、靜電式變流器與電感器等。
自格瑞那達進口的項目為：鐵屬廢料、重熔用廢鋼鐵鑄錠；铝廢料與碎屑；特殊物品，含進口未超過5萬新臺幣之小額報單與其他零星物品等。

### 投資
根據中華民國經濟部投資審議司資料，兩國無相互直接投資統計。

### 合作
兩國在邦交期間，中華民國在格瑞那達派駐農業技術團。合作項目有食品加工、水利灌溉、蔬果、園藝、水產養殖，以及小農貸款等計畫。

### 事件
中國輸出入銀行（以下簡稱輸銀）曾提供3,000萬美元貸款資助格瑞那達的基礎建設。但2005年斷交後，輸銀便向美國紐約南區聯邦地區法院提告，追討兩國仍有邦交時提供的優惠貸款。法院於2007年裁定格瑞那達遊輪、航空相關收入要交給輸銀以充抵債務，但這項裁定於2012年遭到推翻。

## 協定
| 日期          | 簽署                                             | 備註         |
| ------------- | ------------------------------------------------ | ------------ |
| 1991年2月22日 | 《中華民國政府與格瑞那達政府間農業技術合作協定》 | 以下簡稱中格 |
| 1992年8月25日 | 《中格引渡條約》                                 |              |
| 1994年5月2日  | 《中格友好條約》                                 |              |
| 1997年7月28日 | 《東加勒比海五國與中華民國外長會議聯合公報》     | [ 15 ]       |
| 1999年8月13日 | 《中格關於國際合作發展基金會志工協定》           |              |
| 2000年9月27日 | 《中格新聞交流協定》                             |              |

## 簽證

持中華民國護照的中華民國國民簽證要求分布圖：入境格瑞那達需要簽證。

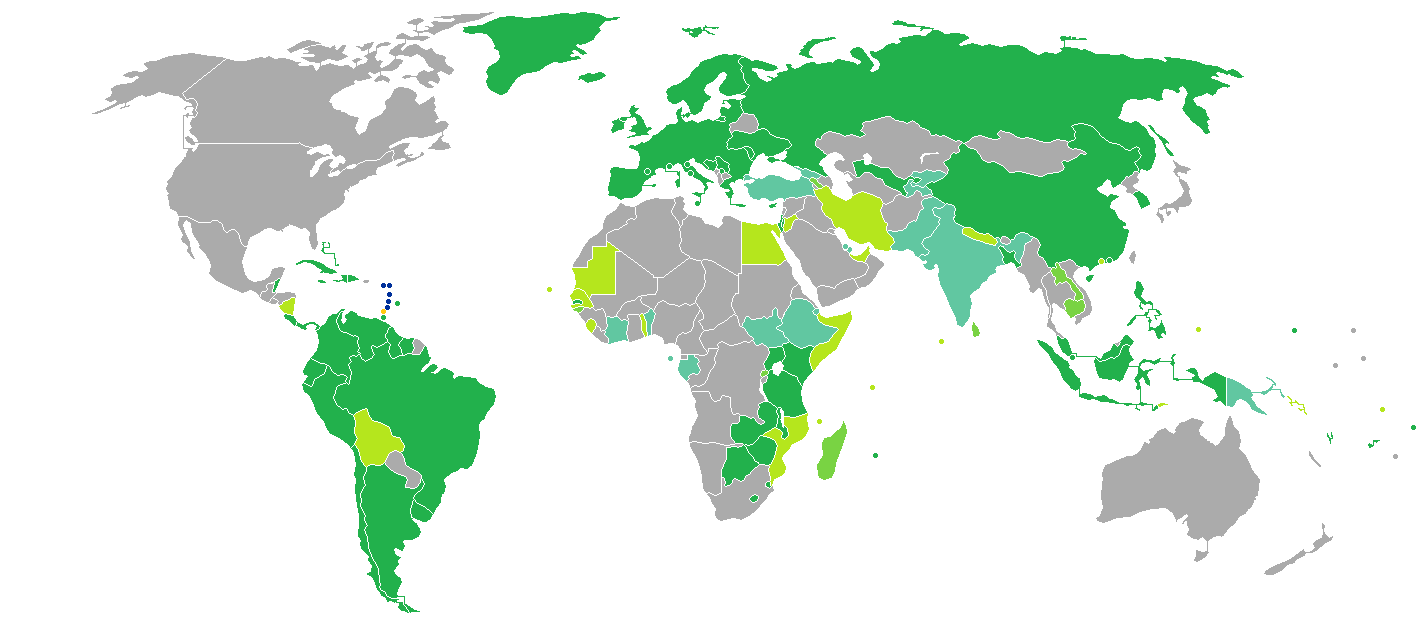
持格瑞那達護照的格瑞那達人口簽證要求分布圖：入境中華民國需要簽證。

兩國國民皆須申請簽證方可入境對方國家。持有中華民國護照的中華民國國民可至格瑞那達駐外機構申辦簽證。經格瑞那達轉機，亦須申辦簽證。
持有格瑞那達護照的格瑞那達國民抵台參加由中央政府機關主辦、協辦或贊助之國際會議、運動賽事、商展或其他活動，可以電子簽證入境中華民國，停留最多30天並不得延期。

## 交通

### 航空

#### 客運
兩國無直航班機，可經由（不計航點遠近，截至2023年7月4日）：
- 臺北→倫敦、法蘭克福、紐約、多倫多，再轉機前往格瑞那達的莫里斯·畢曉普國際機場（英语：Maurice Bishop International Airport）。[59]

### 駕車
格瑞那達不接受持有中華民國汽車駕駛執照或國際駕駛執照在該國駕車。

## 外部連結
- 中華民國外交部－格瑞那達簡介 （页面存档备份，存于）
- 中華民國駐聖文森國大使館
- 外交部領事事務局－國外旅遊警示分級表
- 中華民國衛生福利部－國際旅遊疫情建議等級
- 中華民國國際經濟合作協會 （页面存档备份，存于）